# Skimmia
Skimmia es un género de la familia Rutaceae, con cuatro especies de arbustos siempreverdes, y pequeños árboles, todos oriundos de las regiones templadas de Asia.

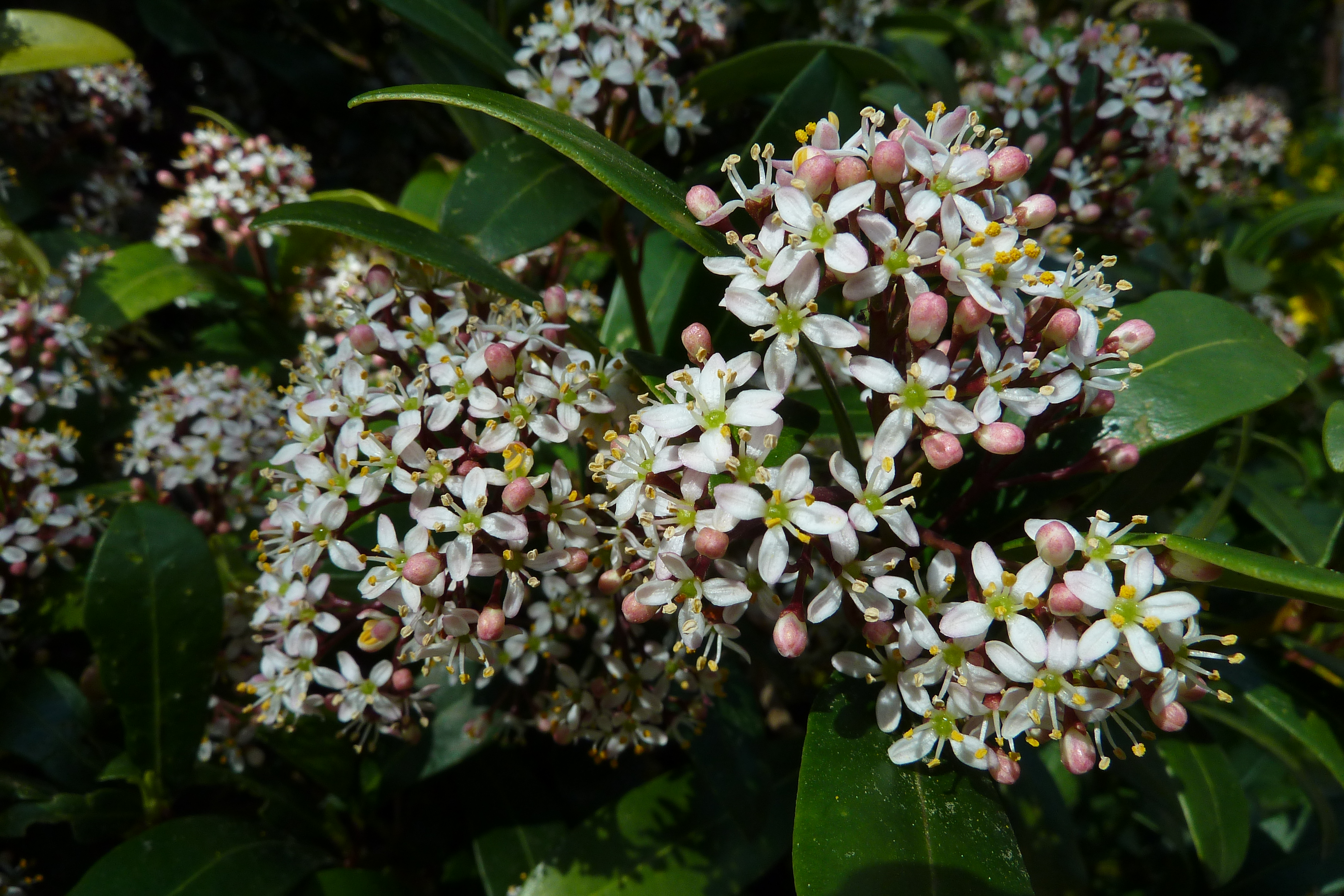
Skimmia japonica, flor

## Características
Las  hojas surgen en racimos en el ápice de los brotes, son simples lanceoladas, de 6 a 21 cm de largo y 2 a 5 cm de ancho, con margen liso. Las flores nacen en densas panículas, cada pequeña flor, de 6 a 15 mm de diámetro, con 4 a 7 pétalos. El fruto es una drupa carnosa de color entre rojo y negro, de 6 a 12 mm de diámetro, con una sola semilla. Todas las partes de la planta tienen un fuerte aroma muy picante al aplastarlas.

## Especies y subespecies
- Skimmia anquetilia: oeste del Himalaya a Afganistán. Arbusto de 2 m
- Skimmia arborescens: este del Himalaya al sudeste de Asia. Arbusto o pequeño árbol de 15 m
- Skimmia japonica: Japón, Corea, China. Arbusto de 7 m
  - Skimmia japonica subsp. reevesiana (sin. S. reevesiana)
- Skimmia laureola: de Nepal a Vietnam y China. Arbusto o pequeño árbol de 13 m

## Cultivo

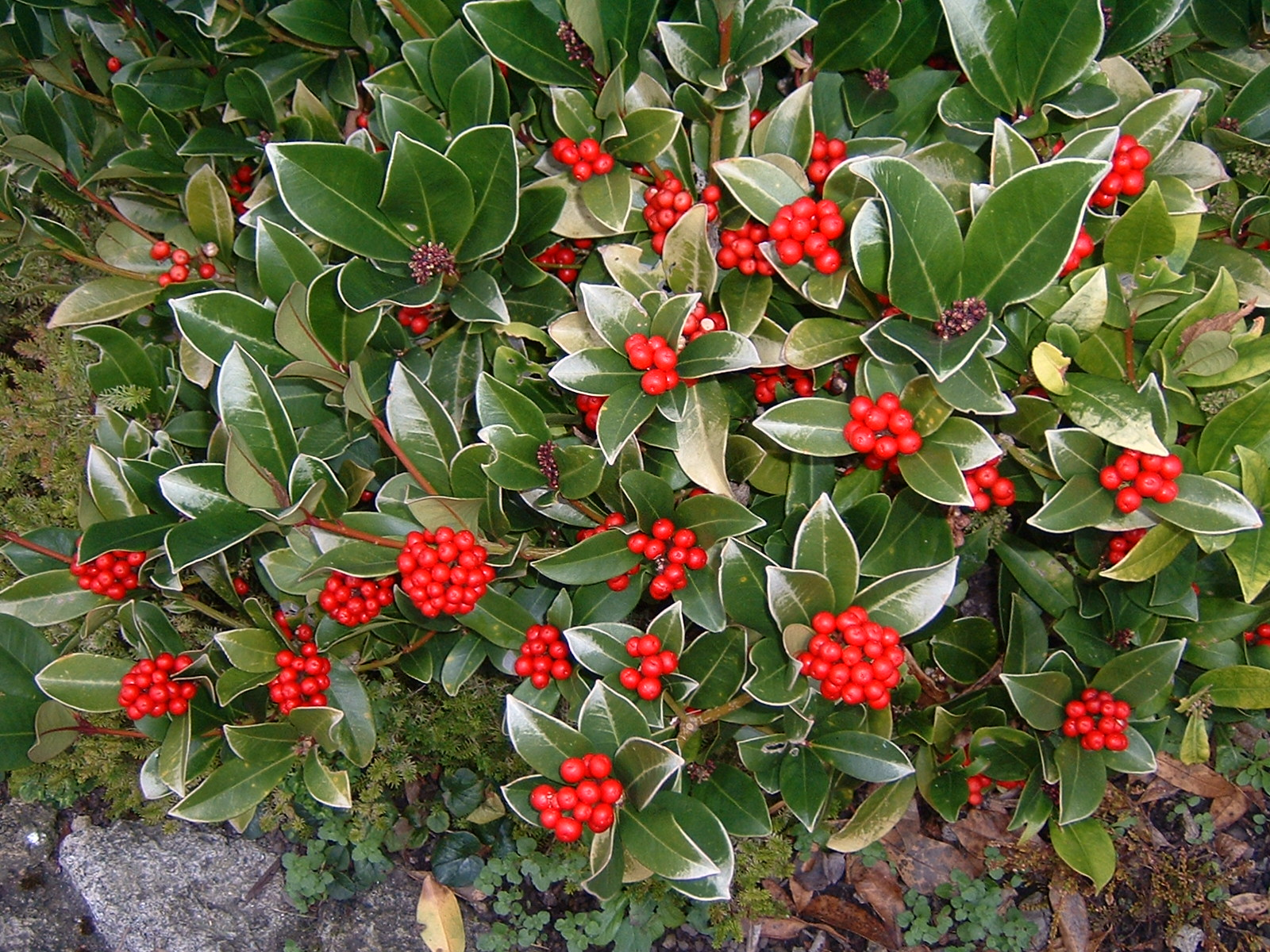
Skimmia con bayas.

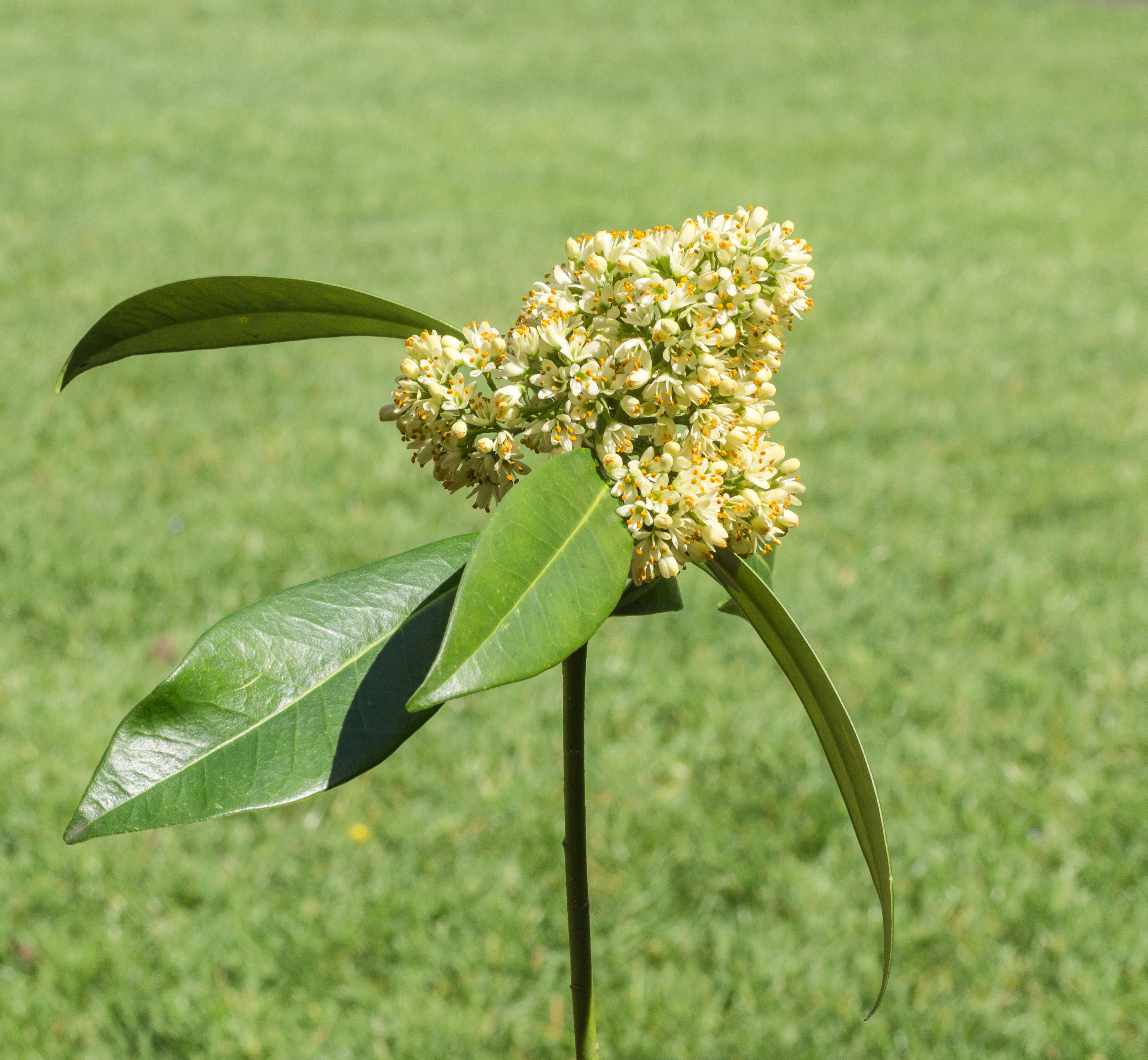
Flor de Skimmia japonica.

Se cultivan como ornamentales por su follaje, flores, y vistosos frutos rojos. Vegetan bien a la sombra, en suelos ricos, bien drenados, húmedos y ricos en humus. Toleran bien la sequía y la polución atmosférica. Muchos cultivares se han seleccionado para usar en el jardín:
- Skimmia japonica 'Emerald King'
- Skimmia japonica 'Fragrans'
- Skimmia japonica 'Godrie's Dwarf'
- Skimmia japonica 'Keessen'
- Skimmia japonica 'Kew White'
- Skimmia japonica 'Nymans'
- Skimmia japonica 'Rubella'
- Skimmia japonica 'Rubinetta'
- Skimmia japonica 'Ruby Dome'
- Skimmia japonica 'Wanto'
- Skimmia japonica 'White Gerpa'
- Skimmia japonica 'Veitchii'
- Skimmia japonica subsp. reevesiana 'Ruby King'